# Liste der Kulturdenkmäler in Sagene (Oslo)
Die Liste der Kulturdenkmäler in Sagene (Oslo) enthält die vom Riksantikvaren gelisteten Kulturgüter im Osloer Stadtteil Sagene. Nicht alle der gelisteten Kulturgüter stehen unter Denkmalschutz, können aber Teil eines denkmalgeschützten Ensembles sein oder ihre Veränderung muss mit dem Riksantikvaren abgesprochen werden. Die Denkmalnummer führt mit einem Link zur Beschreibungsseite kulturminnesøk des Riksantikvaren.

## Liste der Kulturdenkmäler in Sagene
| Bild                                                     | Bezeichnung                                                                 | Lage                           | Art                                            | Datierung                               | Beschreibung                    | Denkmal- nummer |
| -------------------------------------------------------- | --------------------------------------------------------------------------- | ------------------------------ | ---------------------------------------------- | --------------------------------------- | ------------------------------- | --------------- |
| weitere Bilder                                           | Lilleborg Kirche (norw.: Lilleborg kirke)                                   | Sagene Karte                   | Bauwerk: Kirche                                | 20. Jh.                                 | steht nicht unter Denkmalschutz | 84303           |
| weitere Bilder                                           | Iladalen Kirche (norw.: Iladalen kirke)                                     | Sagene Karte                   | Bauwerk: Kirche                                | 1941                                    | Architekt: R. Nilsen            | 84711           |
| weitere Bilder                                           | Sagene Kirche (norw.: Sagene kirke)                                         | Sagene Dannevigsveien 17 Karte | Bauwerk: Kirche                                | 1891                                    | Architekt: Christian Fürst      | 85354           |
| weitere Bilder                                           | Biermannsgården                                                             | Sagene Maridalsveien 78 Karte  | Bauwerk: Wohngebäude                           | 18. Jh.                                 |                                 | 86135           |
| weitere Bilder                                           | Glads Mühle (norw.: Glads mølle)                                            | Sagene Sandakerveien 10 Karte  | Bauwerk: Industriebetrieb                      | 18. Jh.                                 | Papiermühle                     | 86157           |
| weitere Bilder                                           | Sagene Schule und Sagene Schwimmbad (norw.: Sagene skole og Sagene bad)     | Sagene Sandakerveien Karte     | Bauwerk: Lehranstalt / öffentliche Institution | 19. Jh. (Schule) / 20. Jh. (Schwimmbad) |                                 | 86163           |
| weitere Bilder                                           | Vøienvolden Hof (norw.: Vøienvolden gård)                                   | Sagene Maridalsveien 120 Karte | Hofanlage                                      | 18. Jh. / 19. Jh.                       |                                 | 86173           |
| BW                                                       | Telefonzelle Bentsebrugata 28                                               | Sagene Bentsebrugata 28 Karte  | Infrastruktur                                  | 20. Jh.                                 |                                 | 163461          |
| Wohnhaus Smedstuen / Liggerstuen                         | Wohnhaus Smedstuen / Liggerstuen                                            | Sagene Maridalsveien 161 Karte | Bauwerk: Wohnhaus                              | 18. Jh. / 20. Jh.                       |                                 | 163925          |
| Wohnhaus Maridalsveien 97                                | Wohnhaus Maridalsveien 97                                                   | Sagene Maridalsveien 97 Karte  | Bauwerk: Wohnhaus                              | 19. Jh.                                 |                                 | 163936          |
| BW                                                       | Häuser Hammergata 4/6/8/10/12/14/16 (Effata Arbeiderforenings Byggeforbund) | Sagene Hammergata 4-16 Karte   | Bauwerk: Wohnhaus                              | 19. Jh.                                 |                                 | 164123          |
| Wohnungsgenossenschaft Marimo (norw.: Marimo borettslag) | Wohnungsgenossenschaft Marimo (norw.: Marimo borettslag)                    | Sagene Maridalsveien 162 Karte | Bauwerk: Wohnhaus                              | 20. Jh.                                 |                                 | 164192          |
| Sagene Aktiebakeri                                       | Sagene Aktiebakeri                                                          | Sagene Hammergata 1 Karte      | Bauwerk: Bäckerei                              | 19. Jh.                                 |                                 | 164484          |
| BW                                                       | Wohnhaus Maridalsveien 164                                                  | Sagene Maridalsveien 164 Karte | Bauwerk: Wohnhaus                              | 20. Jh.                                 |                                 | 164528          |
| BW                                                       | Wohnhaus Hammergata 3/5                                                     | Sagene Hammergata 3/5 Karte    | Bauwerk: Wohnhaus                              | 19. Jh.                                 |                                 | 164877          |
| Smedstuen / Liggerstuen                                  | Smedstuen / Liggerstuen                                                     | Sagene Maridalsveien 161 Karte | Bauwerk: Industriebetrieb                      | 20. Jh.                                 |                                 | 169494          |

- Karte mit allen Koordinaten:
- OSM |
- WikiMap